# Oncostemum platycladum
Oncostemum platycladum är en viveväxtart som beskrevs av John Gilbert Baker. Oncostemum platycladum ingår i släktet Oncostemum och familjen viveväxter. Inga underarter finns listade i Catalogue of Life.